# フェックス谷
フェックス谷 (ドイツ語：Val Fex) は、スイス東南部、グラウビュンデン州の基礎自治体、シルスから南に伸びる約6kmの谷である。標高は約1800m～2000m。シルス・マリアから馬車または徒歩、またはフルチェラスの駅（展望台）からマルモーレ (Marmore) 経由、ハイキングで谷に入ることができる。
地元の許可を得た車以外は乗り入れ禁止のため、静けさを求める観光客やハイカーが訪れる。谷を含む周辺地域は自然保護地区に指定されている。
谷の最奥からは、ピッツ・トレモジャ Piz Tremoggia (3441m) をはじめとするオーバーエンガディン地方の山並みと、フェックス氷河 Vadret da Fex　などの景観を望むことができる。
谷には点在する主な集落は、プラッタ Platta,、クラスタ Crasta、クルティンス Curtins。谷奥にはホテル・フェックスがあり、シルス・マリアとの間を馬車が結んでいる。